# 2007 JF45
2007 JF45, também escrito como 2007 JF45, é um objeto transnetuniano (TNO) que está localizado no cinturão de Kuiper, uma região do Sistema Solar. Ele é classificado como um cubewano. O mesmo possui uma magnitude absoluta de 6,0 e tem um diâmetro com cerca de 278 km. O astrônomo Mike Brown lista este corpo celeste em sua página na internet como um candidato a possível planeta anão.

## Descoberta
2007 JF45 foi descoberto no dia 12 de maio de 2007.

## Órbita
A órbita de 2007 JF45 tem uma excentricidade de 0,147 e possui um semieixo maior de 44,693 UA. O seu periélio leva o mesmo a uma distância de 38,118 UA em relação ao Sol e seu afélio a 51,269 UA.